# Puente-Arenas
Puente-Arenas es una localidad del municipio burgalés de Merindad de Valdivielso, en la Comunidad Autónoma de Castilla y León (España).
La iglesia está dedicada a santa María.

## Localidades limítrofes
Confina con las siguientes localidades:
- Al sureste con Quecedo y Santa Olalla de Valdivielso.
- Al suroeste con Zona Barakarro.
- Al oeste con Quintana de Valdivielso.
- Al noroeste con Valdenoceda.

## Demografía
Evolución de la población
| Gráfica de evolución demográfica de Puente-Arenas entre 2000 y 2017 |
|                                                                     |
| Población de derecho (2000-2017) según el padrón municipal del INE  |

## Historia
Así se describe a Puente-Arenas en el tomo XIII del Diccionario geográfico-estadístico-histórico de España y sus posesiones de Ultramar, obra impulsada por Pascual Madoz a mediados del siglo XIX:

Aldea en la provincia, diócesis, audiencia territorial y capitanía general de Burgos (11 leguas), partido judicial de Villarcayo (2 ½) y ayuntamiento de la merindad de Valdivielso (1/4); Situada en la falda de la sierra denominada Tesla; reinan principalmente los vientos N y NO, siendo su clima templado y las enfermedades dominantes las catarrales y nerviosas. Tiene 40 casas; escuela de primeras letras, concurrida por 25 ó 30 alumnos de ambos sexos, dotada con 800 reales, satisfechos en una pequeña parte de los fondos de una obra pía, y lo restante por los expresados alumnos; una iglesia parroquial (Santa María), servida por un cura párroco y un sacristán; un cementerio al N de la población; una ermita dedicada a San Antonio Abad, contigua a las casas, y a 300 pasos al E una iglesia titulada San Pedro de Tejadas, propiedad del ex monasterio de Oña, la cual se dice, fue antiguamente parroquia del pueblo que nos ocupa. Confina el término N Visjueces y Barruelo; E Quecedo; S Almiñe, y O Quintana y Valdenoceda. El terreno es secano y la mayor parte de buena calidad; le cruza el río Ebro, cuyas aguas corren libremente sin que se aprovechen más que para las necesidades domésticas. Los caminos son de pueblo a pueblo, y la correspondencia se recibe de la capital del partido por los mismos particulares. Producciones: trigo alaga, comuña, titos, garbanzos, alubias, habas, yeros, arvejas, maíz y vino; cría ganado lanar y cabrío; caza de algunas perdices y codornices, y pesca de barbos, truchas y anguilas. Industria: la agrícola. Población: 24 vecinos, 90 almas. Capital productivo: 519.720 reales. Imponible: 45.965 reales.
Diccionario geográfico-estadístico-histórico de España y sus posesiones de Ultramar